# NGC 944
NGC 944 je galaksija u zviježđu Kit.

## Vanjske poveznice
- SEDS: NGC 944